# Зубревицька сільська рада
Зубревицька сільська рада (біл. Зубрэвіцкі сельсавет) — адміністративно-територіальна одиниця в складі Оршанського району розташоване в Вітебської області Білорусі. Адміністративний центр — Зубревичі.
Зубревицька сільська рада зорганізована 8 квітня 2004 року і розташована на півночі Білорусі, у південній частині Вітебської області орієнтовне розташування — супутникові знімки [Архівовано 25 серпня 2011 у WebCite].
До складу сільради входять такі населені пункти:
- Зубревичі
- Болотавичі
- Борейшово
- Верхове
- Дятлово
- Дубровка
- Казеки
- Лісуни
- Мацново
- Мезеново
- Прокшино
- Туміничі
- Ходули
- Хіми